# Дај Тамесуе
Дај Тамесуе (транслит. ; Хирошима, 3. мај 1968) је бивши јапански атлетичар и рекордер, чија је специјалност трчање на 400 метара са препонама, а повремено је трчао и 400 метара као и у штафети 4 х 400 м.
Тамесуе је освојио бронзану медаљу на Светском првенству 2001. у Едмонтону, постављајући нови јапански рекор од 47,89 који још није оборен. Другу бронзану медаљу добија на Азијским играма 2002. у Бусану, а трећу поново на Светском првенству 2005. у Хелсинкију са 48,10. Последње Светско првенство на којем је учествовао било је 2007. у Осаки, али није поновио ранији успех.
Три пута је био учесник Олимпијских игара 2000. у Сиднеју, 2004. у Атини и 2008. у Пекингу, али ниједном није успео да се пласира у финале. У Пекингу је трчао и у штафети 4 х 400 м, али исто без успеха. После ових игара завршио је своју спортску каријеру